# دين كينغ
دين كينغ (بالإنجليزية: Dean King)‏ هو مؤرخ أمريكي، ولد في 1962 في ريتشموند في الولايات المتحدة.

## وصلات خارجية
- الموقع الرسمي